# Maxime Mbanda
Mata Maxime Mbanda, född 10 april 1992, är en italiensk rugby union-spelare. Hans position är Prop och han spelar för Zebre Rugby i Parma, Italien. 